# The Crowded Room
The Crowded Room è una miniserie televisiva statunitense del 2023 ideata da Akiva Goldsman, basata sul romanzo del 1981 Una stanza piena di gente di Daniel Keyes. Ha debuttato su Apple TV+ il 9 giugno 2023.

## Trama
The Crowded Room è una serie thriller basata sulla storia reale di Billy Milligan, un giovane accusato di vari crimini (tra cui rapimenti, stupri, rapine) che soffriva di disturbo dissociativo dell’identità e che fu il primo ad essere assolto per infermità mentale negli Stati Uniti. Nella serie, il suo nome è Danny Sullivan, un giovane che viene arrestato dopo una sparatoria a New York nel 1979. Attraverso gli interrogatori della psichiatra Rya Goodwin, scopriamo il suo passato tormentato, segnato da abusi, violenze e traumi. Danny ha 24 personalità diverse, ognuna con le sue caratteristiche, abilità e motivazioni. Alcune sono innocenti, altre sono pericolose e crudeli. Danny dovrà affrontare la verità sui suoi crimini e cercare di riunire le sue identità frammentate in una sola.

## Puntate
| nº | Titolo originale | Titolo italiano           | Pubblicazione  |
| -- | ---------------- | ------------------------- | -------------- |
| 1  | Exodus           | Esodo                     | 9 giugno 2023  |
| 2  | Sanctuary        | Santuario                 | 9 giugno 2023  |
| 3  | Murder           | Assassinio                | 9 giugno 2023  |
| 4  | London           | Londra                    | 16 giugno 2023 |
| 5  | Savior           | Il salvatore              | 23 giugno 2023 |
| 6  | Rya              | Rya                       | 30 giugno 2023 |
| 7  | The Crowded Room | Una stanza piena di gente | 7 luglio 2023  |
| 8  | Reunion          | L'incontro                | 14 luglio 2023 |
| 9  | Family           | Famiglia                  | 21 luglio 2023 |
| 10 | Judgment         | Giudizio                  | 28 luglio 2023 |

## Produzione
Nell'aprile del 2021, è stato annunciato che Akiva Goldsman avrebbe scritto The Crowded Room, una miniserie di 10 episodi basata sul romanzo Una stanza piena di gente di Daniel Keyes. Kornél Mundruczó è stato scelto come regista della serie. Gli sceneggiatori della prima stagione includono Akiva Goldsman, Henrietta Ashworth, Jessica Ashworth, Suzanne Heathcote, Cortney Norris e Gregory Lessans. Nel 2021, Tom Holland è stato scelto per il ruolo principale. Nel febbraio del 2022, Amanda Seyfried, Emmy Rossum, Will Chase, Sasha Lane, Christopher Abbott e Emma Laird si sono aggiunti al cast. Le riprese sono iniziate il 31 marzo 2022  e si sono concluse il 28 settembre dello stesso anno a New York.

## Accoglienza
Sull'aggregatore di recensioni Rotten Tomatoes registra un indice di gradimento del 33%, con un voto medio di 4.80 su 10 basato su 55 recensioni. Sul sito Metacritic riporta un punteggio medio di 6,1. È stata apprezzata dal pubblico, registrando un indice di gradimento del 92%.